# John Sarbanes

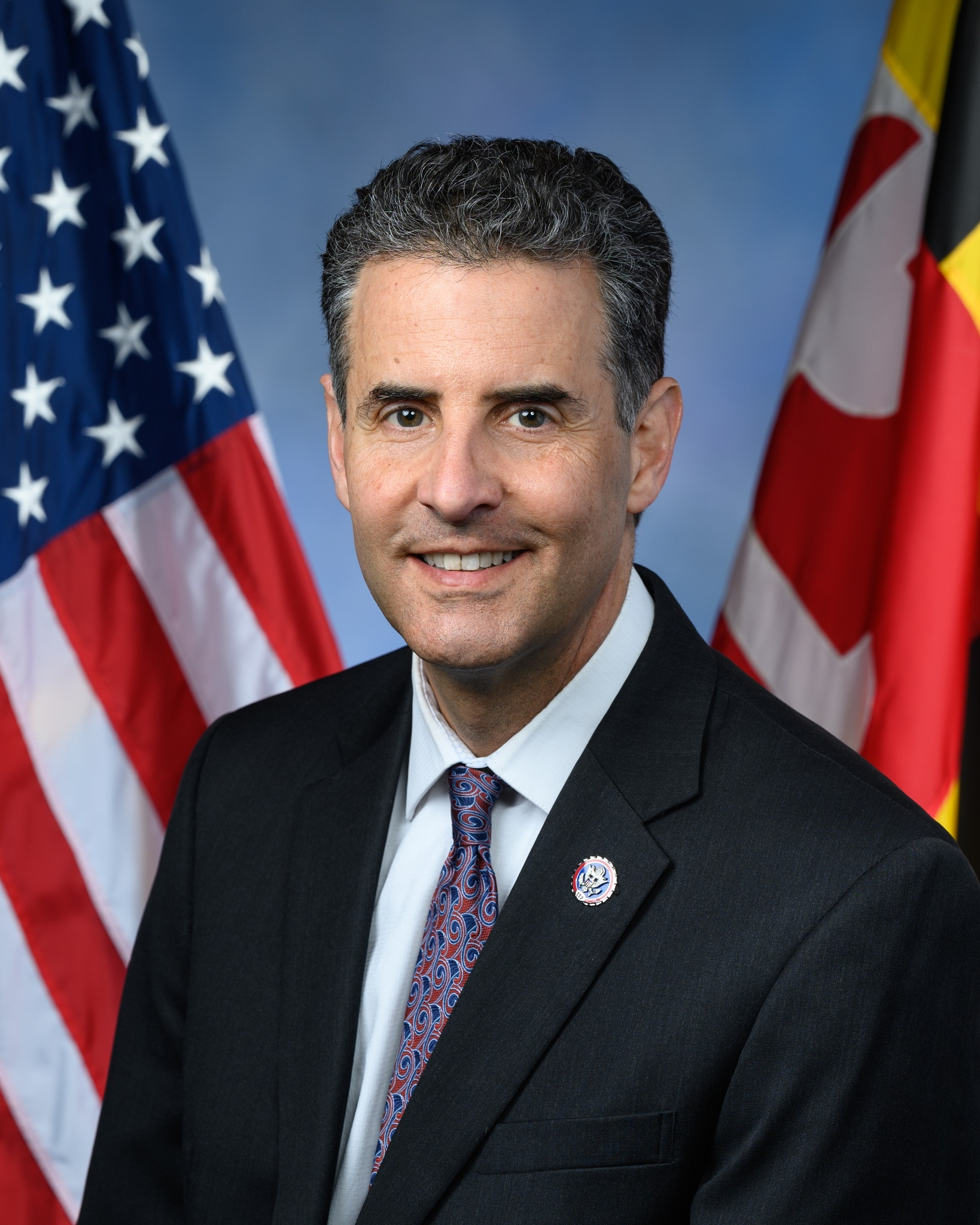
John Sarbanes (2022)

John Peter Spyros Sarbanes (* 22. Mai 1962 in Baltimore, Maryland) ist ein US-amerikanischer Politiker der Demokratischen Partei. Von 2007 bis 2025 vertrat er den dritter Distrikt des Bundesstaats Maryland im US-Repräsentantenhaus.

## Werdegang
John Sarbanes, der Sohn von US-Senator Paul Sarbanes, besuchte bis 1980 die Gilman School und studierte dann bis 1984 an der Princeton University. Nach einem anschließenden Jurastudium an der Harvard University, mit erfolgreichem Abschluss als Juris Doctor (J.D.), und seiner im Jahr 1988 erfolgten Zulassung als Rechtsanwalt begann er in einer großen Kanzlei in Baltimore zu arbeiten.
John Sarbanes ist verheiratet und Vater von drei Kindern. Privat lebt die Familie in Towson.

## Politik
Politisch schloss er sich der Demokratischen Partei an. Bei den Kongresswahlen des Jahres 2006 wurde Sarbanes im dritten Wahlbezirk von Maryland in das US-Repräsentantenhaus in Washington, D.C. gewählt, wo er am 3. Januar 2007 die Nachfolge des in den Senat gewechselten Ben Cardin antrat.  Am 26. Oktober 2023 erklärte Sarbanes, er würde 2024 nicht mehr zur Wiederwahl antreten.

### Ausschüsse
Sarbanes war Mitglied in folgenden Ausschüssen des Repräsentantenhauses:
- Committee on Energy and Commerce
  - Environment and Climate Change
  - Health
- Committee on Oversight and Reform
  - Government Operations